# Качинський Вікторіан Романович
Вікторіан (Вікторин) Романович Качинський (28 лютого 1891, Санкт-Петербург, Російська імперія — 3 лютого 1986, Санкт-Петербург, штат Флорида, США) — російський та український морський офіцер, один з перших військово-морських льотчиків Російської імперії. Капітан II рангу. Учасник Першої світової та визвольних змагань у складі армії УНР, звідки дезертував. Пізніше — начальник морської авіації Польщі, авіаційний інженер у США. Кавалер російських, британських, польських та американських нагород, в тому числі — кавалер Георгіївської зброї.

## Біографія
Народився 28 лютого 1891 року в дворянській родині в Санкт-Петербурзі. 7 вересня 1904 року вступив і 27 квітня 1910 роки закінчив Морський корпус із золотим знаком. У званні мічмана направлений в 1-й Балтійський флотський екіпаж. Наприкінці 1910 року призначений на Чорноморський флот. З 1910 по 1912 рік служив на крейсері «Кагул», на есмінці «Завидний», міноносці «Стрємітельний», на лінкорі «Пантелеймон».
У 1912 році переведений в службу зв'язку Чорноморського флоту. За особистим проханням направлений в авіацію. Закінчив Севастопольську авіаційну школу, отримав звання морського льотчика. Пройшов в 1913 році підготовку на офіцерських теоретичних курсах авіації імені В. В. Захарова при Санкт-Петербурзькому політехнічному інституті в складі третього набору курсантів. Після закінчення курсів повернувся на Чорноморський флот, прийняв посаду командира 3-го корабельного загону.
Учасник Першої світової війни. За здійснене вперше в історії нічне бомбардування противника Наказом № 81 від 06.02.1917 р по морському відомству нагороджений Георгіївською зброєю.
04 листопада 1916 року Британське адміралтейство нагородило його знаком англійського пілота. Був представлений до звання капітана II рангу і нагородження орденом Святого Георгія 4-го ступеня, але ні звання, ні нагороду отримати не встиг через лютневий переворот. На момент закінчення Першої світової війни В. Р. Качинський — командир 1-ї повітряної групи Чорноморського флоту.
Як авіаційний фахівець мобілізований в армію УНР, отримав посаду начальника морської авіації. Під час перебування в Севастополі звернувся в польське представництво і був зарахований на польську військову службу. Протягом наступних п'яти років був начальником польської морської авіації. У 1923 році перебрався до Бельгії, де до 1928 року працював таксистом.
З 1928 року в США. 30 років працював на авіаційному заводі І. І. Сікорського. Авіаційний відділ Смітсонського інституту у Вашингтоні визнав В. Р. Качинського одним з видатних льотчиків і нагородив його медаллю Берда.
У 1959 році Вікторин Романович Качинський вийшов на пенсію. Помер 3 лютого 1986 року в місті Сент-Пітерсберг у Флориді.

## Нагороди
- Золотий знак за закінчення Морського корпусу 1910 р .;
- Орден Святого Станіслава 3-го ступеня 06.12.1914 р .;
- Мечі і бант до наявного ордену Святого Станіслава 3-го ступеня 19.01.1915 р «За бойові заслуги в жовтні 1914 року»;
- Орден Святого Володимира 4-го ступеня з мечами і бантом 01.06.1915 р .;
- Орден Святої Анни 3-го ступеня з мечами і бантом 15.02.1916 р .;
- Орден Святого Станіслава 2-го ступеня з мечами 10.07.1917 р .;
- Георгіївська зброя 06.02.1917 р .;
- Медаль Берда (США).